# Jefferson Montero
Jefferson Antonio Montero (Babahoyo, 1 september 1989) is een Ecuadoraans voetballer die doorgaans speelt als aanvallende middenvelder. Hij tekende in juli 2014 bij Swansea City, dat hem voor een niet bekendgemaakt bedrag overnam van Monarcas Morelia. Montero debuteerde in 2007 in het Ecuadoraans voetbalelftal.

## Interlandcarrière
Montero  maakte op 21 november 2007 onder leiding van bondscoach Sixto Vizuete zijn debuut voor Ecuador, in een WK-kwalificatiewedstrijd tegen Peru (5–1). Hij viel in dat duel na 85 minuten in voor Cristian Benítez. Hij had zijn vaderland eerder dat jaar vertegenwoordigd op de Pan-Amerikaanse Spelen, waar hij scoorde in de finale tegen Jamaica. In 2014 werd Montero opgenomen in de selectie voor het wereldkampioenschap voetbal 2014 in Brazilië.

## Erelijst
| Competitie                 |                  |                  |                  |                  |
| Competitie                 | Aantal           | Jaren            |                  |                  |
| Monarcas Morelia           | Monarcas Morelia | Monarcas Morelia | Monarcas Morelia | Monarcas Morelia |
| -------------------------- | ---------------- | ---------------- | ---------------- | ---------------- |
| Copa MX (Winnaar Apertura) | 1x               | 2013             |                  |                  |
| Ecuador –20                |                  |                  |                  |                  |
| Pan-Amerikaans kampioen    | 1x               | 2007             |                  |                  |